# Conflent
Il Conflent era un'antica comarca della Catalogna del Nord. Sulla base del trattato dei Pirenei del 1659 il territorio passò al regno di Francia e fa tuttora parte del dipartimento francese dei Pirenei Orientali. Oggi il Conflent ha perso ogni valenza amministrativa e il termine è rimasto ad indicare un'area storico-geografica.

## Geografia

### Territorio
Il Conflent si estende su un'area di circa 882 km² che costituiscono la media valle del Tet da Mont-Louis a Rodès. È collegato alla Cerdagna attraverso il colle della Perche.